# 君は僕の宝物
『君は僕の宝物』（きみはぼくのたからもの）は、日本の男性シンガーソングライター・槇原敬之の3枚目のスタジオ・アルバム。1992年6月25日発売。発売元はWEA MUSIC（後にワーナーミュージック・ジャパンに併合）。

## 概要
サッポロビール「冬物語」のCMソングとなったシングル「冬がはじまるよ」、日本テレビ系ドラマ『子供が寝たあとで』の主題歌に採用されミリオンセラーを記録した「もう恋なんてしない」を含む9か月振りの新作。初回生産分のみ三方背BOX仕様で、槇原の1992年7月〜12月のポストカード型カレンダーが封入された。
同年8月から本アルバムと連動したコンサート「槇原敬之CONCERT TOUR'92 〜君は僕の宝物〜」を開催。1992年12月3日に東京NHKホールにて開催された公演の模様は映像ソフト化された。翌年の1993年からは、コンサートの開催直前にシングルがリリースされるようになり、シングル「彼女の恋人」と本作に連動したツアー「槇原敬之CONCERT TOUR'93 ～君は僕の宝物～」は5月に開催された。
本作は1992年7月6日付けのオリコンチャートにて最高位2位となり、売り上げ枚数は同年11月23日付けで115.7万枚となった。その後同チャートの登場回数は35回となり、最終的な売り上げ枚数は126.5万枚となった。
1998年11月26日に初回生産限定・紙ジャケット仕様で再発。2012年11月14日にデジタルリマスターされ再々発。こちらは同年9月発売CD-BOX『EARLY 7 ALBUMS』単独発売盤。
「遠く遠く」は、シングル化されていないがベスト・アルバムに収録される機会も多く、これまでに二度セルフカバーが制作されている（#関連作品参照）。2006年春、新録音バージョンがNTT東日本CMソングとして使用された。
2024年12月25日には、初のアナログレコードが発売された。

## 収録曲
全曲 作詞・作曲・編曲: 槇原敬之
1. INTRODUCTION（0:54）
2. くもりガラスの夏（4:24）
3. もう恋なんてしない（4:32）
  - 日本テレビ系土曜グランド劇場『子供が寝たあとで』主題歌
4. 三人（5:14）
  - 歌詞は槇原が上京した当時の実体験が元となっている。
5. まばたきの間の永遠（5:39）
6. てっぺんまでもうすぐ（4:53）
7. 雷が鳴る前に（4:36）
  - 2000年、矢野顕子がアルバム『Home Girl Journey』でカバー。
8. 涙のクリスマス（5:38）
  - シングル「北風 〜君にとどきますように〜」のカップリング曲としてリカット。
9. 遠く遠く（4:35）
  - 槇原の代表曲の一つ。その後2回セルフカバー（関連作品を参照）
  - 2007年7月12日放送「まるまるちびまる子ちゃん」の同窓会スペシャルで使用。
  - 2008年に伴都美子、2010年にTRIPLANEがカバー。
  - 2010年3月6日放送「EXH」番組内の歌のコーナーで、EXILEのTAKAHIRO、NESMITH、SHOKICHIが歌唱。
10. 冬がはじまるよ（3:50）
  - サッポロビール「冬物語」CMソング
11. 君は僕の宝物（5:40）
12. 君は僕の宝物 〜REPRISE〜（1:17）
  - 山弦（歌詞カードクレジットは"佐橋佳幸&小倉博和"）による、Guitar Instrumental。

## 演奏
- 槇原敬之
  - Vocal
  - Percussions (#2.8)
  - Hammond Organ (#3)
- 飯田高広：Synthesizer Operator (#1.2.3.5.6.8)
- 小倉博和
  - Guitars (#2.4.5.8.12)
  - Ukulele (#4)
  - Electric Sitar (#5)
- ジェイク・コンセプション：Saxophones (#2.8.9)
- 佐橋佳幸
  - Guitars (#3.9.12)
  - Mandolin, Auto Harp (#6)
- 本間昭光：Hammond Organ (#3)
- 辻伸夫：Synthesizer Operator (#4.7.10.11)
- 松下誠：Guitars (#7)
- 浜口茂外也：Percussion (#7)
- 石川鉄男：Synthesizer Operator (#9)
- 角田順：Guitars (#10)
- 斉藤ノヴ：Percussion (#10)
- 八木のぶお：Mouth Harp (#10)
- 江口信夫：Drums (#11)
- 松原正樹：Guitars (#11)

## 関連作品
くもりガラスの夏
- SMILING3 〜THE BEST OF NORIYUKI MAKIHARA〜（'98 ニュー・ヴァージョン）
- SMILING BOX（'98 ニュー・ヴァージョン）

もう恋なんてしない
- “SMILING” 〜THE BEST OF NORIYUKI MAKIHARA〜
- SMILING BOX
- 10.Y.O.〜THE ANNIVERSARY COLLECTION〜
- Completely Recorded

てっぺんまでもうすぐ
- SMILING2 〜THE BEST OF NORIYUKI MAKIHARA〜
- SMILING BOX

雷が鳴る前に
- SMILING3 〜THE BEST OF NORIYUKI MAKIHARA〜
- SMILING BOX

遠く遠く
- “SMILING” 〜THE BEST OF NORIYUKI MAKIHARA〜
- SMILING BOX
- SMILING GOLD 〜THE BEST & BACKING TRACKS〜
- 桃（シングル初回盤「遠く遠く 桜ヴァージョン」収録）
- LIFE IN DOWNTOWN（アルバム初回盤「遠く遠く '06ヴァージョン」収録）

冬がはじまるよ
- “SMILING” 〜THE BEST OF NORIYUKI MAKIHARA〜
- SMILING BOX
- 10.Y.O.〜THE ANNIVERSARY COLLECTION〜
- Completely Recorded

君は僕の宝物
- SMILING2 〜THE BEST OF NORIYUKI MAKIHARA〜
- SMILING BOX
- SMILING GOLD 〜THE BEST & BACKING TRACKS〜
- Noriyuki Makihara 20th Anniversary Best LOVE（Renewed「ニューバージョン」を収録。）